# Rosa Martínez
Rosa Martínez (* 1955 in Soria) ist eine spanische freie Kuratorin, Kunsthistorikerin und Kunstkritikerin.

## Leben und Werk
Rosa Martinez studierte Kunstgeschichte an der Universität Barcelona. Sie war von 1977 bis 1987 am CaixaForum Barcelona tätig. Ab 1988 bis 2007 war sie bei der Organisation internationaler Biennalen beteiligt. Seit der Gründung des Museums İstanbul Modern 2004 arbeitete sie dort bis 2007 als leitende Kuratorin. Sie organisierte Gruppen- und Einzelausstellungen in verschiedenen renommierten Ausstellungshäusern.
Rosa Martinez hat Texte zu folgenden Künstlern veröffentlicht:
Akane Asaoka, Ana Laura Aláez, Pilar Albarracín, Dimitris Alithinos, Ghada Amer, Helena Almeida, Janine Antoni, Marcel.lí Antunez, Sergio Caballero, Johan Creten, Cristina García Rodero, Nan Goldin, Cai Guo Quiang, Joan Hernández Pijoan, IRWIN, Meta Isaeus-Berlin, Liza May Post, Priscilla Monge, Paloma Navares, Nikos Navridis, Rivane Neuenschwander, Alex Nogué, Jean-Michel Othoniel, Marta María Pérez Bravo, Egle Rakauskaite, Bülent Sangar, Antonio Saura, Jana Sterbak, Sam Taylor-Wood, Lin Tian Miao, Grazia Toderi, Juan Urrios, Eulalia Valldosera, Patrick Van Caekenberg, Maaria Wirkkala, María Zárraga, Gregor Zivic

## Kuratorin (internationale Biennalen)
- 2007: Co-Kurator 2. Moskau Biennale mit Joseph Backstein, Daniel Birnbaum, Iara Boubnova, Fulya Erdemci, Gunnar B. Kvaran und Hans Ulrich Obrist
- 2006: Co-Kuratorin 27. Biennale von São Paulo mit Lisette Lagnado, Cristina Freire, Adriano Pedrosa, José Roca und Jochen Volz
- 2005: Direktor der 51. Biennale di Venezia „Always a Little Further“, Arsenale
- 2005: Co-Kuratorin 1. Moskau Biennale mit Joseph Backstein, Daniel Birnbaum, Nicolas Bourriaud, Iara Boubnova und Hans Ulrich Obrist
- 2003: Kuratorin des spanischen Pavillons, Biennale di Venezia
- 2001–2003: Internationale Beraterin für die Echigo-Tsumari Art Triennial in Japan
- 2000: Co-Kuratorin von „Leaving the Island“, 2. Busan Biennale, mit Young Chul Lee und Hou Hanru
- 2000: Kuratorin of „Friends and Neighbours“, Biennial EVA 2000, Limerick (Ireland)
- 1999: Kuratorin „Looking for a Place“, 3. Internationale SITE Santa Fe, Santa Fe, New Mexico
- 1997: künstlerischer Direktorin von „On Life, Beauty, Translations and Other Difficulties“, 5. Istanbul Biennale, Istanbul
- 1996: Co-Kuratorin der Manifesta I, Rotterdam mit Viktor Misiano, Katalin Neray, Hans Ulrich Obrist und Andrew Renton
- 1988–1992: Direktorin der Barcelona Bienniale und Koordinatorin der Beteiligung an anderen Biennalen in Bologna (Italien), Salonika (Griechenland), Marseille (Frankreich) und Tipasa (Algerien)[3]